# Монико, Джакомо
Джакомо Монико, иногда Якопо Монико (итал. Giacomo Monico, Jacopo Monico; 26 июня 1778, Риезе, Венецианская республика — 25 апреля 1851, Венеция, Ломбардо-Венецианское королевство, Австрийская империя) — итальянский кардинал. Епископ Ченеды с 16 мая 1822 по 9 апреля 1827. Патриарх Венеции и примас Далмации с 9 апреля 1827 по 25 апреля 1851. Кардинал-священник с 29 июля 1833, с титулом церкви Санти-Нерео-эд-Акиллео с 23 июня 1834.